# Eicochrysops fontainei
Eicochrysops fontainei is een vlinder uit de familie van de Lycaenidae. De wetenschappelijke naam van de soort is voor het eerst gepubliceerd in 1961 door Henri Stempffer.
De soort komt voor in Congo-Kinshasa.